# Panzerzug Štefánik
Der Panzerzug Štefánik, oder auch Panzerzug M. R. Štefánik war ein improvisierter Panzerzug der slowakischen Widerstands aus der Zeit des Zweiten Weltkrieges von 1944.

## Geschichte
Am 4. September 1944 begannen die Bauarbeiten an drei Improvizované obrněné vlaky (deutsch: improvisierte Panzerzüge, kurz: IPV). Die Verantwortung für den Bau der Panzerzüge lag beim Zentralkomitee und die Bauleitung wurde dem stellvertretenden Abteilungsleiter Ladislav Lokša übertragen. Ab dem 7. September übernahm der Oberstleutnant Hugo Weinberger die Bauleitung. Die Arbeiten fanden in den Eisenbahnwerkstätten in Zvolen statt und wurden am 18. September 1944 abgeschlossen. Auf Anordnung Nummer 36 des tschechoslowakischen Luftwaffenkommandos vom 10. Oktober 1944 erhielt der xte Panzerzug die offizielle Bezeichnung Improvizované obrněné vlaky I „M. R. Štefánik“ bezeichnet. Der Name wurde zu Ehren des ersten tschechoslowakischen Kriegsminister Milan Rastislav Štefánik vergeben.
Nach der Fertigstellung des Panzerzuges wurde dieser auf der Eisenbahnstrecke zwischen Zvolen und Kriváň erprobt. Bei dieser ersten Fahrt nahmen unter anderem der Ingenieur Štefan Višňovský, der Direktor der Eisenbahnen Ivan Viest, Stabschef der 1. Tschechoslowakischen Armee Oberst Štefan Čáni und der technischer Leiter Hugo Weinberger teil. Am 20. September wurden die Waffen mit scharfem Schuss auf der Eisenbahnstrecke zwischen Zvolen und Krupina getestet. Danach wurde der Panzerzug der Armee übergeben.

## Technische Daten

### Lokomotive

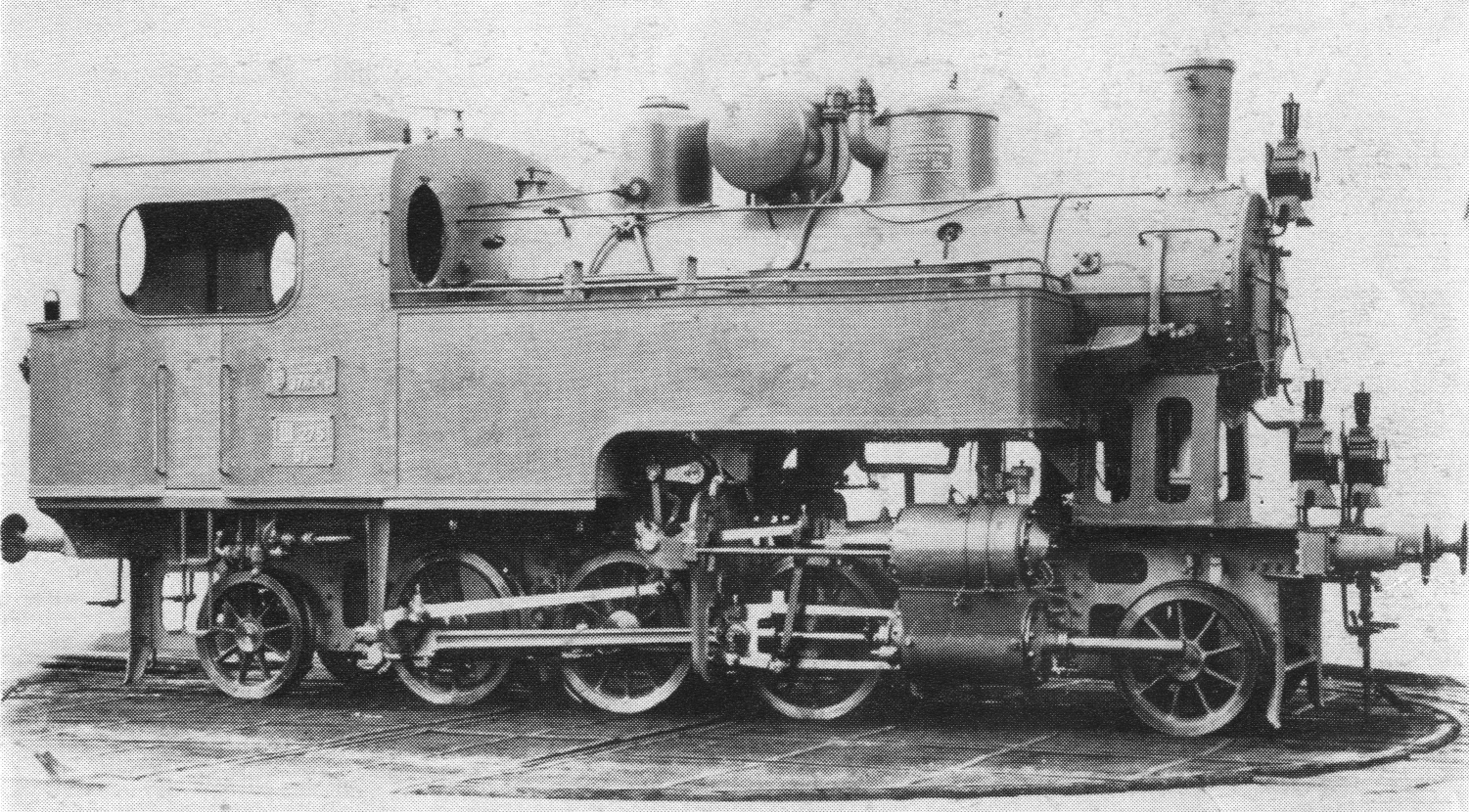
Ungepanzerte MÁV TVa

Die Dampflokomotive des Panzerzug Štefánik war eine Maschine der Baureihe MÁV TVa. Sie wurde 1914 bei den Königlich Ungarische Staatliche Eisen-, Stahl- und Maschinenfabriken (MÁVAG) mit der Seriennummer BP 3441/14 hergestellt. Ab 1914 lief sie bei der Ungarischen Staatsbahn mit der Nummer 376,403. Nach dem Ersten Weltkrieg wurde sie an die Tschechoslowakische Staatsbahn übergeben und erhielt 1925 die Nummer 320.213. Um das schwere Gewicht der teilgepanzerten Dampflokomotive tragen zu können, wurden die Blattfedern verstärkt.

### Artilleriewagen

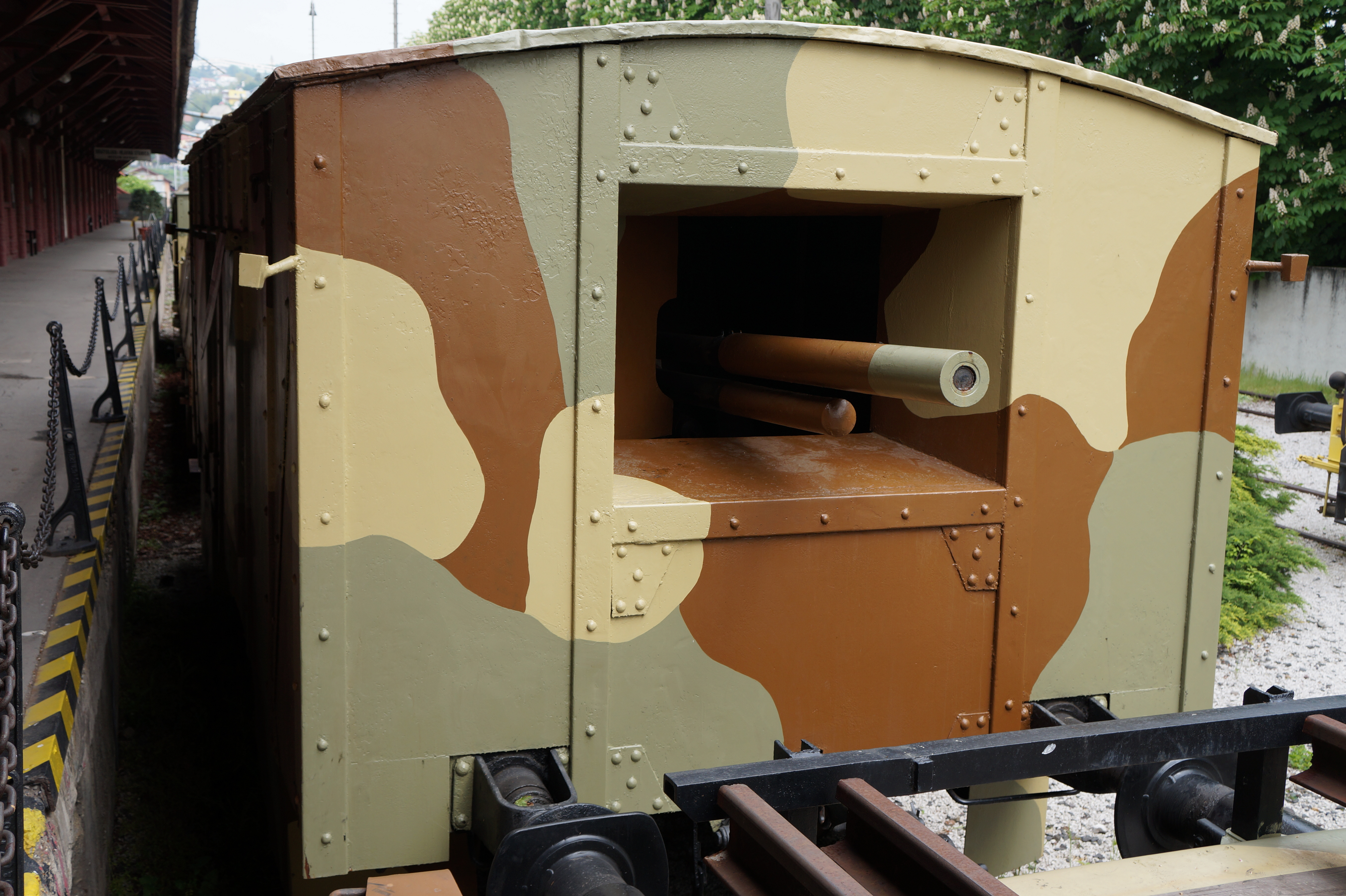
Nachbau des vorderen Artilleriewagen

Der Panzerzug Štefánik verfügte über insgesamt fünf Artilleriewagen, wobei zwei davon als Reserve gedacht waren. Der erste Artilleriewagen, welcher direkt nach dem Abstoßwagen fuhr, war ein ehemaliger Güterwagen der Baureihe U. Bei diesem Artilleriewagen wurde eine 8-cm-Feldkanone M. 17 in einer Räderlafette an der Stirnseite des Wagens montiert.

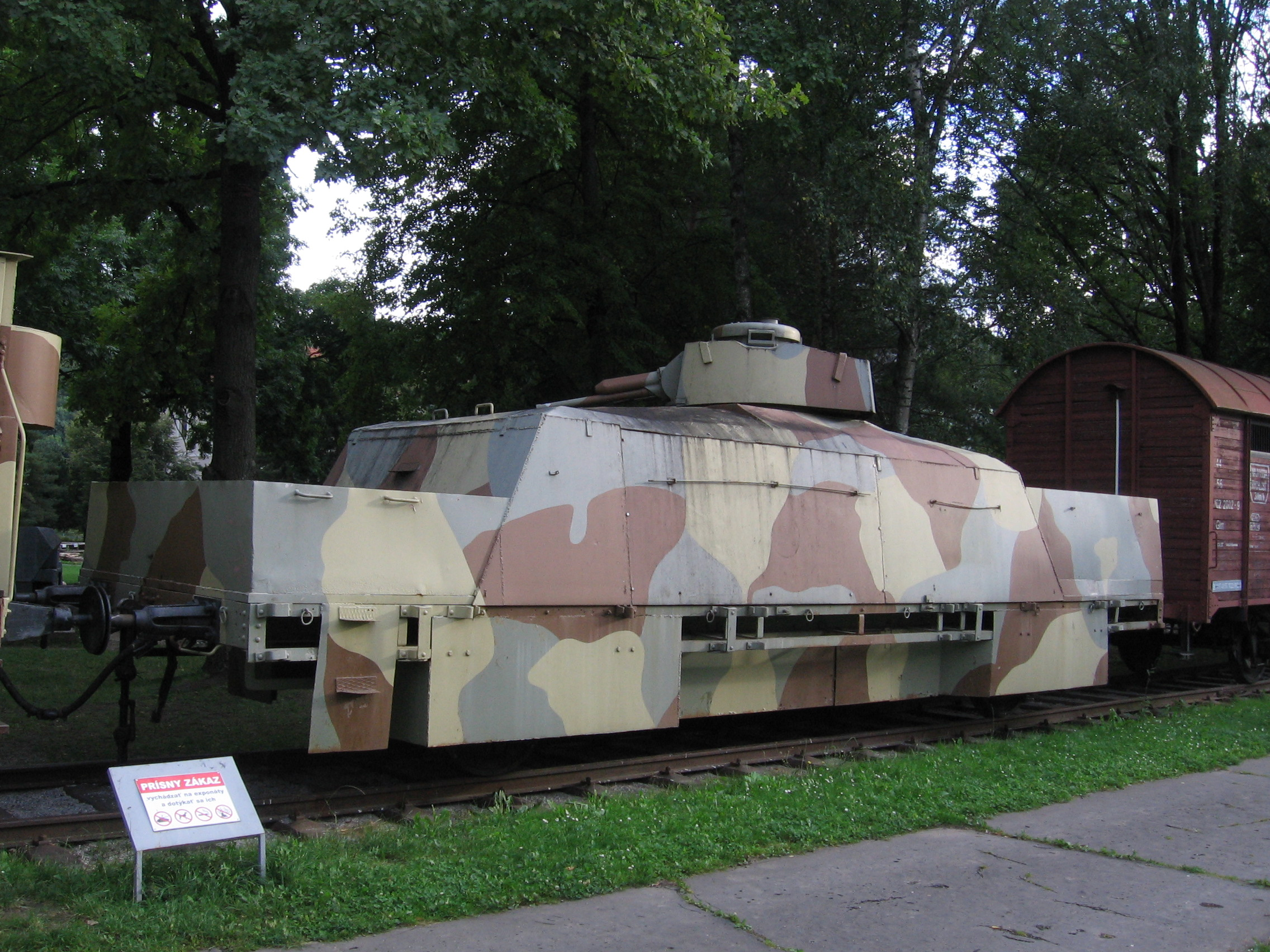
Nachbau eines Artilleriewagen

Die restlichen drei Artilleriewagen waren ehemalige Flachwagen der Baureihe Vd oder VI welche von der Firma Ringhoffer im Prager Stadtteil Smíchov hergestellt wurden. Bei diesen Wagen wurde ein leichter Panzerkampfwagen LT vz. 35 raufgesetzt, welche 1937 in den Škoda-Werken in Pilsen hergestellt wurden. Um diesen Panzer wurde ein gepanzerter Aufbau herumgebaut, sodass nur noch der Turm herausschaute und beweglich war. Die verwendeten Panzerkampfwagen wurden von der Wehrmacht nicht mehr verwendet und auf Anordnung des Landstreitkräftekommandos vom 1. März 1941 in einem Ergänzungslager eingelagert. Die Seriennummern dieser Wagen waren Vl 4696, Vd 47211 und Vl 44760.
Gesichert wurde der Panzerkampfwagen mithilfe von Holzkeilen, vorn und hinten an der Gleiskette. An Unterseite der Panzerwanne gab es eine Notausstiegluke, welche sich jedoch nicht unter der Notausstiegluke des Panzers, sondern zur Seite und weiter nach hinten versetzt befand. Dadurch musste sich die Besatzung, im Falle des Ausbootens aus dem Panzer, erst unter den Panzer quetschen, um dann zur Notausstiegluke robben zu können.

### Maschinengewehrwagen

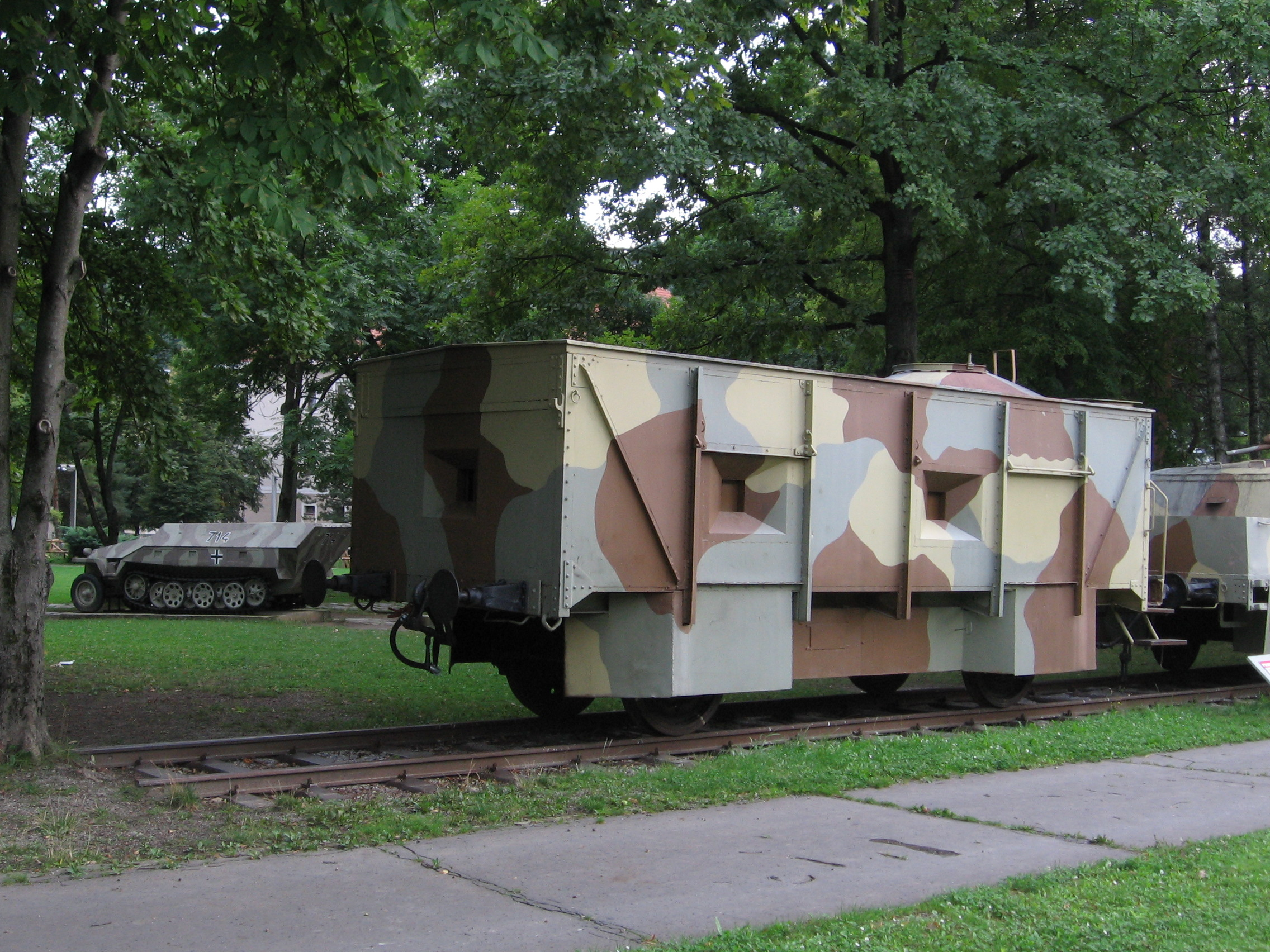
Nachbau des Maschinengewehrwagen

Der Panzerzug Štefánik verfügte über einen Maschinengewehrwagen der Baureihe U. Dieser Wagen verfügte über je zwei Schießscharten für Maschinengewehre an den Seiten und eine an einer Stirnseite des Wagens. Die Schießscharten konnten mit doppelten Panzerplatten verschlossen und mit Riegeln gesichert werden.
Der Aufbau war komplett mit Stahl gepanzert. Zum Schutz der Achsen wurden Panzerkästen vor den Rädern und Panzerplatten zwischen den Achsen abgebracht. Zugang zum Wagen hatte man durch die 70 cm breite und 150 cm hohe Tür an der Bremserkabine. Der Kampfraum hatte ebenfalls nur eine Höhe von 150 cm. An einer Stirnseite befand sich ein gepanzerter Beobachtungsturm, in dem man aufrecht stehen konnte. Im Boden an einer Seitenwand befand sich eine Notausstiegsluke. Eine Belüftung des Wagens war nur möglich, wenn die Tür an der Bremserkabine und die Luke am Beobachtungsturm geöffnet waren.
In dem Maschinengewehrwagen fünf Maschinengewehrschützen, fünf Ladeschützen und ein Beobachter, welcher zeitgleich Kommandant des Maschinengewehrwagen war. Insgesamt befanden sich elf Soldaten im Wagen. Zusätzlich zu den Soldaten wurde im Wagen die persönliche Ausrüstung, Handwaffen, Munition, Ersatzteile, Reinigungsmaterial und Zubehör mitgeführt.

### Abstoßwagen

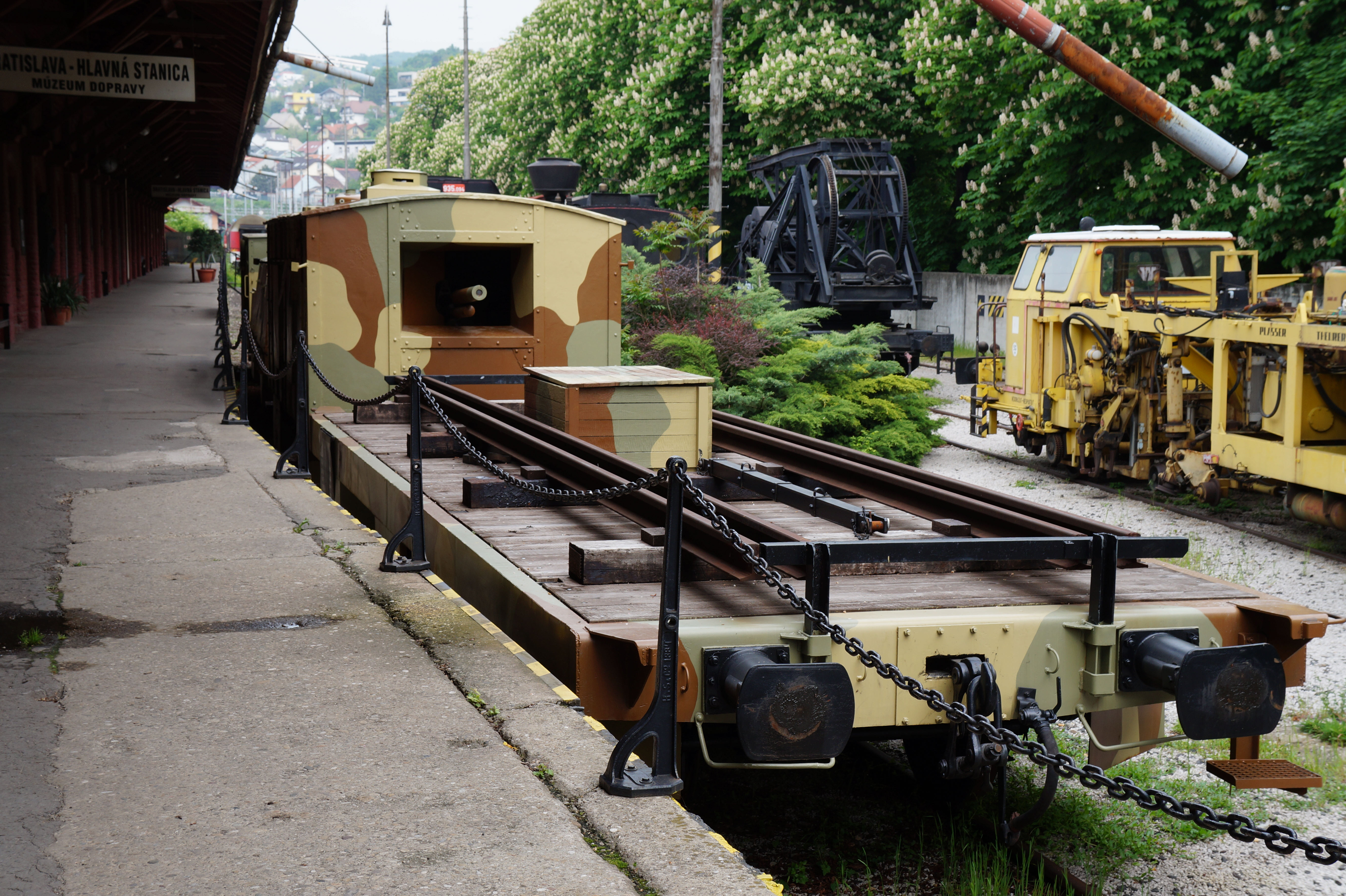
Nachbau des Abstoßwagen

Der Panzerzug verfügte vorne über einen Abstoßwagen. Dieser war mit mehreren Sandsäcken und möglichen Stellungen für Infanterie ausgestattet.

### Hilfszug
Um für die Besatzung Unterkünfte bereitzustellen, verfügte der Panzerzug Štefánik über einen Hilfszug. Dieser Hilfszug verfügte über mehrere Passagierwagen, welche zu Unterkunftswagen umgebaut wurden. Einer dieser Wagen war für die Offiziere vorgesehen und war komfortabler. Weiterhin gab es einen Wagen für Kranke und Verletzte und einen Küchen- und Kantinenwagen. Angetrieben wurde der Zug durch eine ungepanzerte Dampflokomotive.

## Einsatz

### Tschechoslowakischer Widerstand
Ende September 1944 kam es bei den Städten Svätý Kríž nad Hronom und Stará Kremnička zu den ersten Kämpfen gegen die Wehrmacht, welche mit schweren Verbänden angriff. Umgehend wurde der Panzerzug Štefánik dorthin verlegt und griff in die Kämpfe ein. So führte er am 27. September einen Artillerie-Hinterhalt an der Eisenbahnlinie nahe Hronská Dúbrava durch und unterstützte einen Gegenangriff von Partisanen. Dabei geriet er selber und schweren Artilleriebeschuss und musste sich einen nahegelegenen Tunnel zurückziehen. Im Anschluss zog er sich zum Bahnhof von Hronská Dúbrava zurück. Dabei kam es zu einem Angriff durch Flugzeuge der Luftwaffe, welche den Panzerzug mit Bomben und Bordwaffen unter Feuer nahmen. Damit nicht alle Wagen zeitgleich beschädigt oder erbeutet werden konnten, trennte die Besatzung den Panzerzug in zwei Teile auf und fuhr auseinander. Dennoch wurde der Abstoßwagen von einer Bombe getroffen und schwer beschädigt. Als der Angriff beendet war, verband man den Panzerzug wieder und fuhr zur Reparatur nach Zvolen.
Nach der Reparatur wurde der Panzerzug erneut in Gefechten bei Svätý Kríž nad Hronom, Jalna und Hronská Dúbrava eingesetzt. Am 18. Oktober 1944 wurde der Panzerzug auf der Eisenbahnstrecke von Zvolen nach Krupina verlegt. Hier kam es mehrfach zu Angriffen der deutschen Luftwaffe.
Am 19. Oktober 1944 griff eine Kampfgruppe der Waffen-SS von Krupina aus Zvolen an. Der Panzerzug Štefánik wurde bei Dobrá Niva als Verteidigungsstellung eingesetzt. Am Morgen des 20. Oktober beschoss der Panzerzug deutsche Maschinengewehrstellungen im Bereich der Höhe 463 und brachte den deutschen Vorstoß kurzzeitig zum Stoppen. Der Versuch von Infanteriekräften, zusammen mit dem Panzerzug, einen Gegenangriff durchzuführen, scheiterten. Daraufhin forderten die deutschen Truppen Luftunterstützung an, welche die Gleise im Bereich erheblich beschädigten und den Panzerzug in Bedrängnis brachten. Eine Einsatzgruppe unter dem Befehl von Gustav Pástor eilte zu Hilfe und reparierte die wichtigsten Gleisabschnitte, sodass sich der Panzerzug zurückziehen konnte.
Am 21. Oktober griffen sechs Junkers Ju 87 den Panzerzug Štefánik bei Dobrá Niva an und trafen mehrfach die Gleise. Danach kamen zwei Messerschmitt Bf 109 und nahmen den Panzerzug mit Bordwaffen unter Beschuss. Daraufhin zog er sich in den Eisenbahntunnel südlich von Zvolen (Lage) zurück. Als der Panzerzug im Tunnel war, griffen drei umgebaute Siebel Si 204 die nördliche und südliche Zufahrt des Tunnels an, um ihn an der Weiterfahrt zu hindern. Dennoch gelang es den tschechoslowakischen Truppen Dobrá Niva zu halten und der Panzerzug überstand die Luftangriffe. Noch am gleichen Tag rückte er nach Stará Kremnička aus um deutsche Truppen von Westen her das Eindringen in das Tal Richtung Zvolen aufzuhalten. Zusammen mit einem tschechoslowakischen Infanteriebataillon und einem Fallschirmjägerzug, konnten die gegnerischen Truppen aufgehalten werden.
Am 22. Oktober verlegte der Panzerzug Štefánik nach Zvolen um den Rückzug der eigenen Kräfte zu decken. Am 28. Oktober, nachdem die Angriffe der Wehrmacht nicht aufgehalten werden konnten, entschloss man sich den Panzerzug aufzugeben. In der Nähe des Dorfes Uľanka (Lage) wurden die Waffen des Panzerzuges unbrauchbar gemacht und aufgegeben.

## Zugpersonal
Die Besatzung des Panzerzuges bestand aus 70 Mann und blieb vom 15. September bis zum 24. Oktober 1944 unverändert.
- Panzerzugkommandant
  - Hauptmann Francis Adam
- stellvertretender Panzerzugkommandant
  - Oberleutnant Anton Tokoly
- Zugführer
  - Ján Marguš
- Zugbegleiter
  - Augustín Hrčka
  - Florián Skala
  - Pavel Trebula
  - Pavel Paška
  - Ján Baran
- Lokführer
  - Vojtěch Háčik
  - Dezider Jung
  - Anton Kováčik
  - Ján Makovník
- Heizer
  - Pavel Šimo
  - Ján Uhliar
  - Šovčík Kapec
  - Štefan Kapec

## Zugzusammensetzung
Die Zusammensetzung des Panzerzuges wird von vorne nach hinten aufgeführt.
- Abstoßwagen (Baureihe O oder VI/Vd)
- Artilleriewagen (Baureihe U)
- Artilleriewagen (Vl 4696)
- Panzerzuglokomotive (320.213)
- Artilleriewagen (Vd 47211)
- Maschinengewehrwagen (Baureihe U)

- Reserve-Artilleriewagen (Vl 44760)

## Replik
Im Jahr 2010 wurde der Panzerzug Štefánik rekonstruiert und ist heute im Museum des Slowakischen Nationalaufstandes in Banská Bystrica ausgestellt.